# 觀音町站
觀音町站（日语：／ Kannonmachi eki */?）是位於福井縣吉田郡永平寺町，屬於越前鐵道的勝山永平寺線車站。車站編號為E9。

## 車站構造

### 站房
本站現時設有一座簡易式單層站房，是以水泥基地上再用上鐵皮、鋼板等材料所建成的組合屋。前端為售票大堂，右側設有通月台的開放式驗票口；中央為站務室，全日均有站員當值；後部為男、女獨立式洗手間。此站於2023年在洗手間對面、月台末端旁的小空地上加建一座兩層矮樓底式的建築物。

### 月台
站內只設有一座側式月台，為列車不可交換車站，長度為50米，有效長度為2輛。列車停靠時往勝山方向為右側上落，往福井方向為左側上落。
| 路線          | 上下行 | 方向     |
| ------------- | ------ | -------- |
| ■勝山永平寺線 | 下行   | 勝山方向 |
| ■勝山永平寺線 | 上行   | 福井方向 |

## 歷史
- 1914年3月11日：京都電燈越前電氣鐵道車站啟用[1][2]。
- 1942年3月2日：京福電氣鐵道（京福）成立，此站成為越前本線的車站[4]。
- 1952年9月1日：結束貨物業務、起卸業務[4]。
- 1961年6月1日：車站業務委託化[5]。
- 2001年6月25日：由於半年內兩度發生嚴重事故（日语：京福電気鉄道越前本線列車衝突事故），被國土交通省中部運輸局（日语：中部運輸局）引用鐵道事業法（日语：鉄道事業法）勒令全線暫停服務[6][7]。
- 2003年：

- 2月1日：車站設施轉讓至越前鐵道。
- 7月20日：越前鐵道車站重開。

- 2024年10月11日：越前鐵道及福井鐵道均可使用ICOCA及全國通用IC卡付款[8][9]。

## 使用狀況
本站為越前鐵路所有車站中使用量最高的第5位、勝山永平寺線使用量第2高的車站。以下為一日平均上下車人次：
| 上下車人次變化 | 上下車人次變化 |
| 年度           | 1日平均人次    |
| -------------- | -------------- |
| 2011           | 535            |
| 2012           | 557            |
| 2013           | 554            |
| 2014           | 585            |
| 2015           | 1,135          |
| 2016           | 657            |
| 2017           | 605            |
| 2018           | 616            |
| 2019           | 1,106          |
| 2020           | 486            |
| 2021           | 291            |
| 2022           | 294            |

## 相鄰車站
越前鐵道
■勝山永平寺線
□快速（只有上行班次）、■普通
越前島橋（E8）－觀音町（E9）－松岡（E10）

## 外部連結
- 越前鐵道觀音町站 （页面存档备份，存于）（日語）